# پامه‌کاسان
پامه‌کاسان (اندونزیایی: Pamekasan) شهری در استان جاوه شرقی کشور اندونزی است. جمعیت این شهر بر اساس سرشماری سال ۱۹۹۰ میلادی، ۴۸٫۶۵۴ نفر و بر اساس سرشماری سال ۲۰۰۰ میلادی، ۷۵٫۶۴۱ بوده که در سال ۲۰۰۷ میلادی به ۱۰۰٫۱۶۷ نفر افزایش یافته‌است.